# Adieu Paris
Pour les articles homonymes, voir Adieu Paris (homonymie).
Singles de Les Fils de joie
Tonton Macoute
Singles de Les Fils de joie
Tonton Macoute
Adieu Paris est une chanson du groupe français Les Fils de joie sortie en 45 tours en 1982 avec le titre Le Seul survivant en face B.
Les morceaux sont enregistrés au studio Polygone à Toulouse. Le groupe assure lui-même la production. La mention « produit par dejoie international » apparait sur la pochette.
Une nouvelle version de Adieu Paris sort en 1985 sur le label Philips-Phonogram avec en face B le titre J'appelle par delà les mers. Le disque est produit par Frank Darcel, ex-Marquis de Sade et alors producteur d'Étienne Daho.
Le groupe toulousain Diabologum reprend Adieu Paris en 1994 sur le maxi L'art est dans la rue.
En 2008, la première version figure sur la compilation multi-interprètes Des Jeunes Gens Modernes.
En 2009, Olivier Hébert (ex Olivier de Joie, ancien chanteur-guitariste du groupe et compositeur d'Adieu Paris) enregistre une nouvelle version « unplugged » de la chanson avec Isabelle Janvier à l'accordéon. On peut écouter cette version sur le site Myspace de la Collective, le nouveau groupe d'Olivier.

## Personnel

### Première version
- Olivier de Joie : chant, guitare
- Christophe de Joie : claviers
- Daniel de Joie : basse
- Alain de Joie : batterie
- Christophe Jouxtel : saxophone

### Deuxième version
- Olivier de Joie : chant, guitare
- Christophe de Joie : claviers
- Marc de Joie : saxophone
- Dorian de Joie : boîte à rythmes

La basse est jouée par un musicien de studio, en outre on note la présence de chœurs féminins.